# 符騰堡的艾爾莎
符騰堡的艾爾莎（德語：Elsa von Württemberg，1876年3月1日—1936年5月27日），德國貴族，符騰堡的歐根公爵與薇拉·康斯坦丁諾芙娜的女兒。

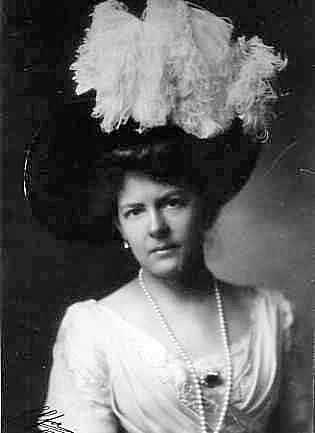

## 家庭
1897年，艾爾莎與紹姆堡-利珀的威廉之子阿爾布雷希特（Albrecht zu Schaumburg-Lippe）結婚，兩人共有3子1女：
1. 馬克斯（德语：Max zu Schaumburg-Lippe）（1898年—1974年）
2. 法蘭茲（1899年—1963年）
3. 亞歷山大（1901年—1923年）
4. 巴蒂爾迪絲（1903年—1983年），紹姆堡-利珀親王妃